# Conseil des délégués pour la vie lycéenne
Pour les articles homonymes, voir CVL.
Ne doit pas être confondu avec Conseil de la vie collégienne.
Le conseil des délégués pour la vie lycéenne (CVL), plus couramment appelé conseil de la vie lycéenne ou conseil pour la vie lycéenne est un organe de la démocratie lycéenne en France. Présidé par le chef d'établissement, il est constitué à parité d'élus élèves et de représentants de l'administration, du personnel et des parents désignés par le conseil d'administration (CA). Néanmoins, seuls les élèves prennent part aux votes. 

## Histoire
La création du conseil de la vie lycéenne est issue de la consultation des lycéens initiée au printemps 1998. Il aurait à ce moment pour but « d’instaurer un dialogue plus efficace entre les lycéens et les autres membres de la communauté éducative sur toutes les propositions relatives à la vie et au travail scolaires ». Après une phase d'expérimentation sur le principe du volontariat, l'instance est généralisée à l’ensemble des lycées publics en juillet 2000.  
Dans un premier temps, cette instance est jugée inégalement crédible et ses thématiques se concentrent plutôt sur le cadre de vie lycéen : « d’un côté, les proviseurs constatent que les élèves n’abordent pas les sujets dont ils aimeraient qu’ils parlent ou aimeraient parler. De l’autre, les lycéens n’osent pas engager des discussions qu’ils souhaiteraient avoir afin d’éviter d’essuyer un refus ou de susciter une réaction de la part du proviseur, des enseignants, voire des conseillers principaux d’éducation au sujet de la formation des délégués de classe. Le cadre de vie se présente alors comme un thème plus consensuel ». 
Fréquemment, l’expression lycéenne est mesurée et peu spontanée : les délégués restent des élèves qui « reconnaissent que la présence des adultes, en particulier celle du proviseur et des enseignants, influe sur leur prise de parole ». Ainsi, en dépit de la bonne volonté des adultes, il n’est pas évident pour un élève de participer aux échanges au cours des réunions. Les lycéens se sentent contraints par des cadres réels ou fantasmés, qui les renvoient toujours à une position d’élève qu’ils vivent comme une situation d’infériorité. 
Selon Valérie Becquet, « La crédibilité du conseil et, par là même, l’intérêt de s’y engager, repose sur la construction d’une confiance dans la possibilité d’un dialogue et dans celle d’être en présence d’interlocuteurs attentifs et loyaux ». 

## Attributions
Il a un rôle consultatif — et doit obligatoirement être consulté — sur toutes les questions relatives à la vie lycéenne : organisation du travail, du temps scolaire ; hygiène et sécurité des locaux ; organisation de manifestations culturelles, de réunions au sein du lycée... 

## Fonctionnement
Il est obligatoirement réuni avant chaque séance ordinaire ou extraordinaire du CA. Il peut être réuni en séance extraordinaire à la demande d'au moins cinq membres élèves.
Le CVL ne peut siéger que si la moitié (cinq) des membres élèves sont présents. Si ce n'est pas le cas, le proviseur doit convoquer une nouvelle réunion trois jours au moins et huit jours au plus après la réunion reportée. Le CVL siège alors quel que soit le nombre d'élèves présents. 
Le mode d’élection des élus au CVL change en 2010 à la suite des propositions du CNVL. Précédemment étaient élus trois lycéens parmi l'assemblée générale des délégués, pour un an, et sept lycéens sur l'ensemble de l'établissement, élus pour deux ans. 
Les cinq représentants des élèves, au sein du conseil d'administration des lycées, sont élus parmi les membres du Conseil pour la Vie lycéenne, par les délégués de classe titulaires, et par les membres titulaires et suppléants du CVL. Parmi les membres candidats au conseil d'administration, candidatant également à la fonction de vice-président du CVL, celui qui obtient le plus de voix, aux élections au conseil d'administration, est déclaré élu. Dans les cas où le nombre des voix est égal, pour deux candidats, le moins âgé est élu. 

## Élections et représentation
L'élection des représentants élèves se déroule au scrutin universel (tous les élèves sont électeurs et éligibles) où dix membres sont élus pour deux ans et sont renouvelés par moitié chaque année. Le vice-président est élu pour un an lors de la première réunion qui suit l'élection, obligatoire dans les 24 heures suivant la proclamation des résultats. 
Les élus sont souvent sollicités dans d'autres instances locales (par exemple la commission d'attribution des aides et des fonds sociaux, le comité d'éducation à la santé et à la citoyenneté), et académiques (CAVL).
Depuis le décret no 2016-1228 du 16-9-2016 et la circulaire no 2016-140 du 20-9-2016 dans le Bulletin officiel no 34 du 22 septembre 2016, « les délégués des élèves et les délégués pour la vie lycéenne élisent au scrutin plurinominal à un tour, au sein des membres titulaires et suppléants du conseil des délégués pour la vie lycéenne de l'établissement, les représentants des élèves au conseil d'administration. » c'est-à-dire que les représentants des élèves au Conseil d'administration de l'établissement sont désormais élu parmi les membres du Conseil de Vie Lycéenne par les délégués de classe et les membres du CVL. Le ministère de l’Éducation Nationale justifie cette décision en expliquant que l'objectif est de « crédibiliser la parole des élus au CVL, renforcer leur influence au sein de l'établissement et assurer la liaison entre les réflexions engagées au sein du CVL et du CA ».

## Fonds de vie lycéenne et d'animation
Depuis 1991, dans chaque lycée et lycée professionnel, le fonds de vie lycéenne permet de financer et donc de réaliser des projets. 
Le ministère de l’éducation nationale, de l'enseignement supérieur et de la recherche distribue aux académies le montant total du fonds voté au budget chaque année (civile). Ces fonds sont ensuite répartis dans les lycées selon des critères définis par la Direction des Affaires Financières et validés par le CAVL.
Une circulaire prévoit que le proviseur informe le CVL du montant de l'enveloppe perçue pour l'année. Le CVL est  obligatoirement consulté sur son utilisation et peut formuler des propositions. 
Il permet au CVL de fonctionner pleinement en lui assurant une réserve d’argent pour ses projets. Il est destiné à permettre aux lycéens de jouer pleinement leur rôle et peut servir à financer les frais de préparation (information, formation des élèves, campagne…) et d'organisation des élections au CVL, la formation des délégués de classe et des élus au CVL, les frais afférents aux mandats des élus CVL, CAVL... de l'établissement.
Il permet de financer les initiatives du CVL pour mener des actions dans les domaines de l'information, de la communication, de prévention des conduites à risque et de la santé, de la citoyenneté et de la lutte contre la violence dans les lycées, des animations culturelles ou éducatives dans les lycées.
Il ne sert ni à financer les actions du foyer socio-éducatif, ni celles des maisons des lycéens, ni à acheter du matériel pédagogique, ni à équiper une salle de cours, ni à financer le voyage d'une classe ou les séjours linguistiques (ces derniers points sont soumis à décision du CA). Il ne peut pas servir à aider des élèves en difficulté financière. Il existe pour cela le fonds social lycéen et le fonds social des cantines (crédits désormais globalisés, aides attribuées par une commission unique, selon des critères adoptés en conseil d'administration). Selon les établissements, le CPE, le personnel social ou le service d'intendance est chargé de recueillir et d'instruire les dossiers.

## Autres missions

### "Grands électeurs" lycéens
Les membres du Conseil de Vie Lycéenne candidatent et votent dans le cadre des élections du Conseil académique de la vie lycéenne.

### Les éclaireurs de la culture (Académie de Lyon)
Au sein de l'Académie de Lyon, le Conseil de Vie Lycéenne de chaque établissement scolaire compte un ou plusieurs éclaireurs de la culture ayant pour mission d'être interlocuteurs des partenaires culturels au nom des lycéens, conjointement avec le référent culture du lycée.